# 利布龙河
利布龙河（法語：Libron，法語發音：[libʁɔ̃]）是法国奥克西塔尼大区埃罗省的河流，长43.9千米，发源自罗克塞勒，于维亚斯流入地中海。